# Роникеры
Роникеры (пол. Ronikierowie) — графский род.
Род герба Гриф, известен в Литве с XVI века. Михаил-Александр Роникер, великий чашник литовский и генерал-лейтенант литовских войск, возведён императором Иосифом II 18 марта 1783 года в графское достоинство Священной Римской империи. Оставил двух сыновей: графа Станислава-Августа-Иосифа и графа Казимира-Иосифа.
Определением дворянского собрания Подольской губернии 8 февраля 1860 года в 5-ю часть дворянской родословной книги (перечисление из ковенских дворян) внесён Эдуард-Ромуальд-Теофил Роникер, сын Казимира-Иосифа-Афанасия Михайлова-Александрова.

## Описание герба
Щит расчетверён с малым червлёным щитком посередине, на котором серебряный гриф с золотым клювом и когтями. На щитке графская корона. В первом лазоревом поле шесть косых крестов (3, 2, 1); во втором золотом поле рука в латах с обнажённым мечом; в третьем, золотом, две рыбы рядом в столб; в четвёртом лазоревом поле чёрный охотничий рог, украшенный золотом и с золотой перевязью; на роге поставлен золотой крест.
На щите графская корона, из которой вылетает белый коронованный орёл.